# Paso doble
Paso doble je španski ples, ki predstavlja bikoborbo.